# Boddeskule
Boddeskule (dansk) eller Bordeskuhler Au (tysk) er et mindre vandløb i det nordlige Angel i Sydslesvig i den nordtyske delstat Slesvig-Holsten. Åen har en samlet længde på 3,8 km. Den udspringer øst for landsbyen Hatlund på en højde på 42 m, passerer Hatlundmose og Kværn Skov og udmunder ved Kallevad i Lipping Å. Boddeskulen har ved Vesterholm sammenløb med Kværn Å. Her fandtes også et vadested ved vejen mellem Nisvrå og Vesterholm (Borrevej). Kulen ligger i Stenbjergkirke Kommune.
Åens navn er først gang dokumenteret 1723, navnet er afledt af personnavnet Boddi (gl. dansk).